# Водопериця кільчаста
Водопериця кільчаста (Myriophyllum verticillatum) — вид трав'янистих рослин з родини столисникових (Haloragaceae), поширений на заході Північної Африки, у Європі, помірній Азії, Північній Америці.

## Опис
Багаторічна рослина 10–150(300) см завдовжки. Листки в кільцях по (4)5-6. Колоски 5–16 см завдовжки. Приквітки по 1 при кожній квітці, як і листки, гребінчато-перистороздільні, нижні — довше квіток, верхні — їм рівні. Квітки розміщені кільцями і по 4–6. Пелюстки верхніх тичинкових і нижніх маточкових квіток білі або зеленуваті, середніх обох статей — білі або рожеві. Плодики гладкі, біля основи з горбком.

## Поширення
Поширений на заході Північної Африки, у Європі, помірній Азії, Північній Америці. М. verticillatum зазвичай росте в прозорій або злегка каламутній, тихій або повільній вапняковій воді в озерах, струмках, каналах і канавах, включно з відкритою водою в болотах.
В Україні зростає в стоячих і повільних водах, часто утворює цілі зарості — на всій території звичайний крім районів полинного Степу; в Кримській обл. вказано для оз. Караголь.

## Галерея

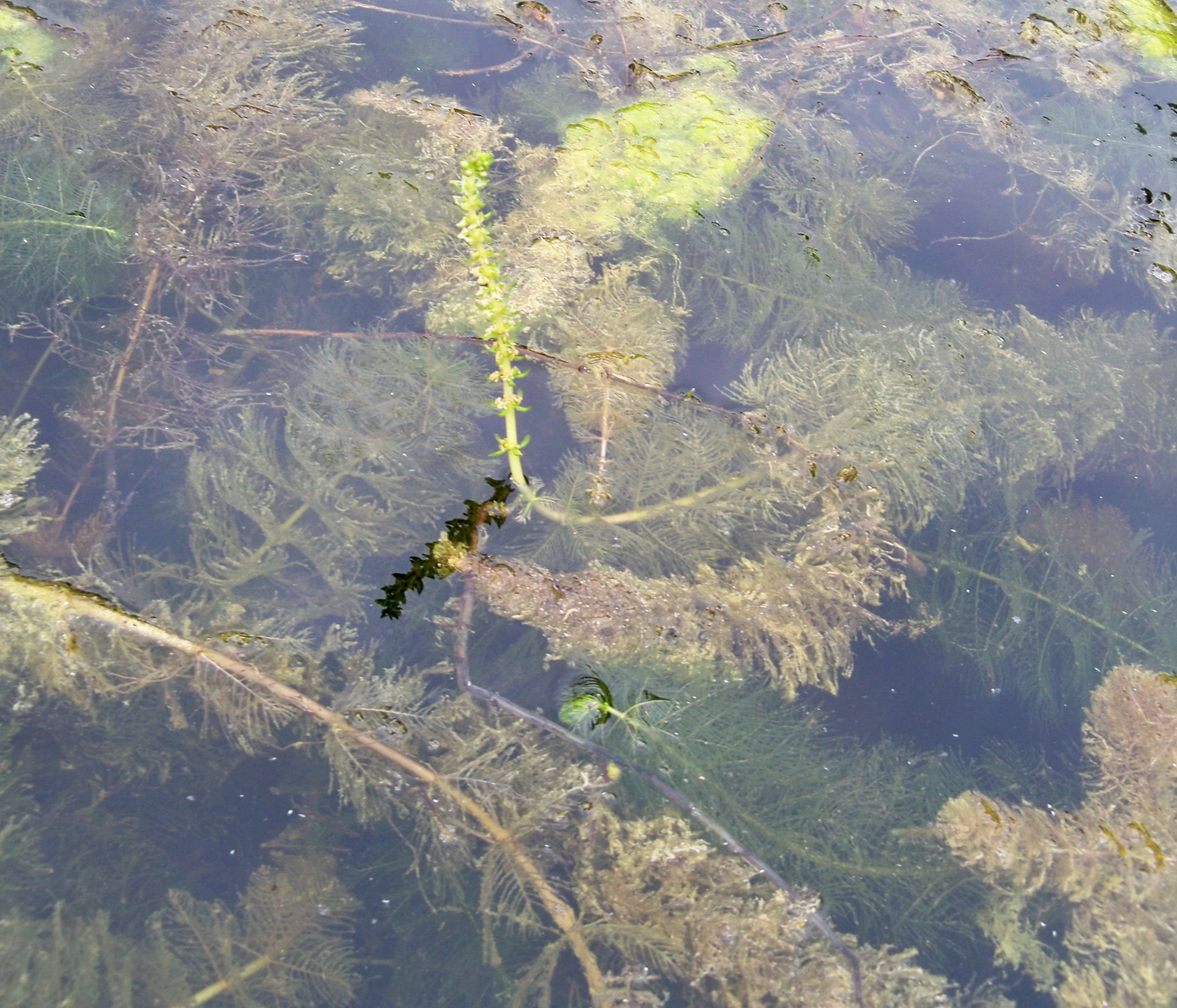
рослина в середовищі проживання
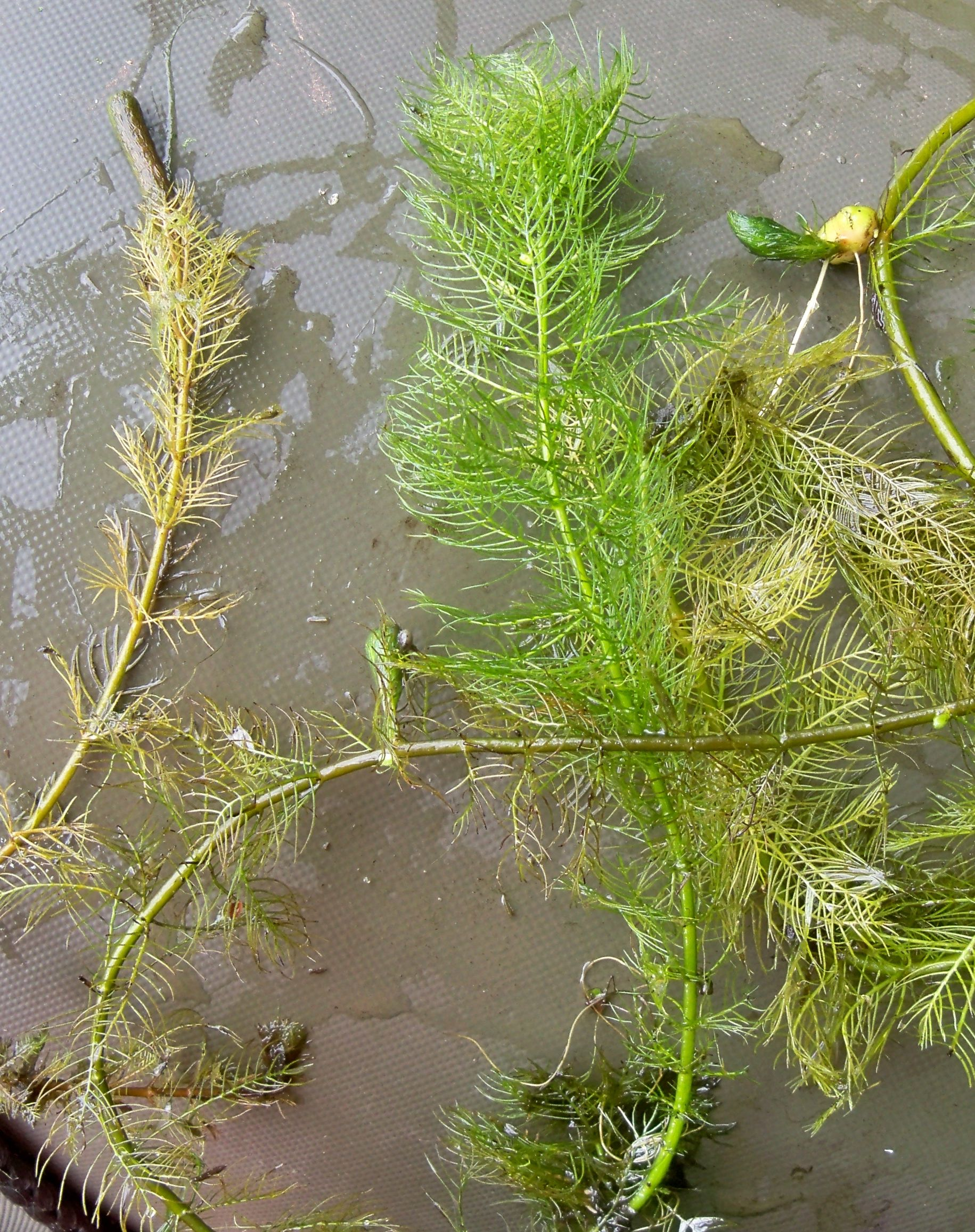
рослина
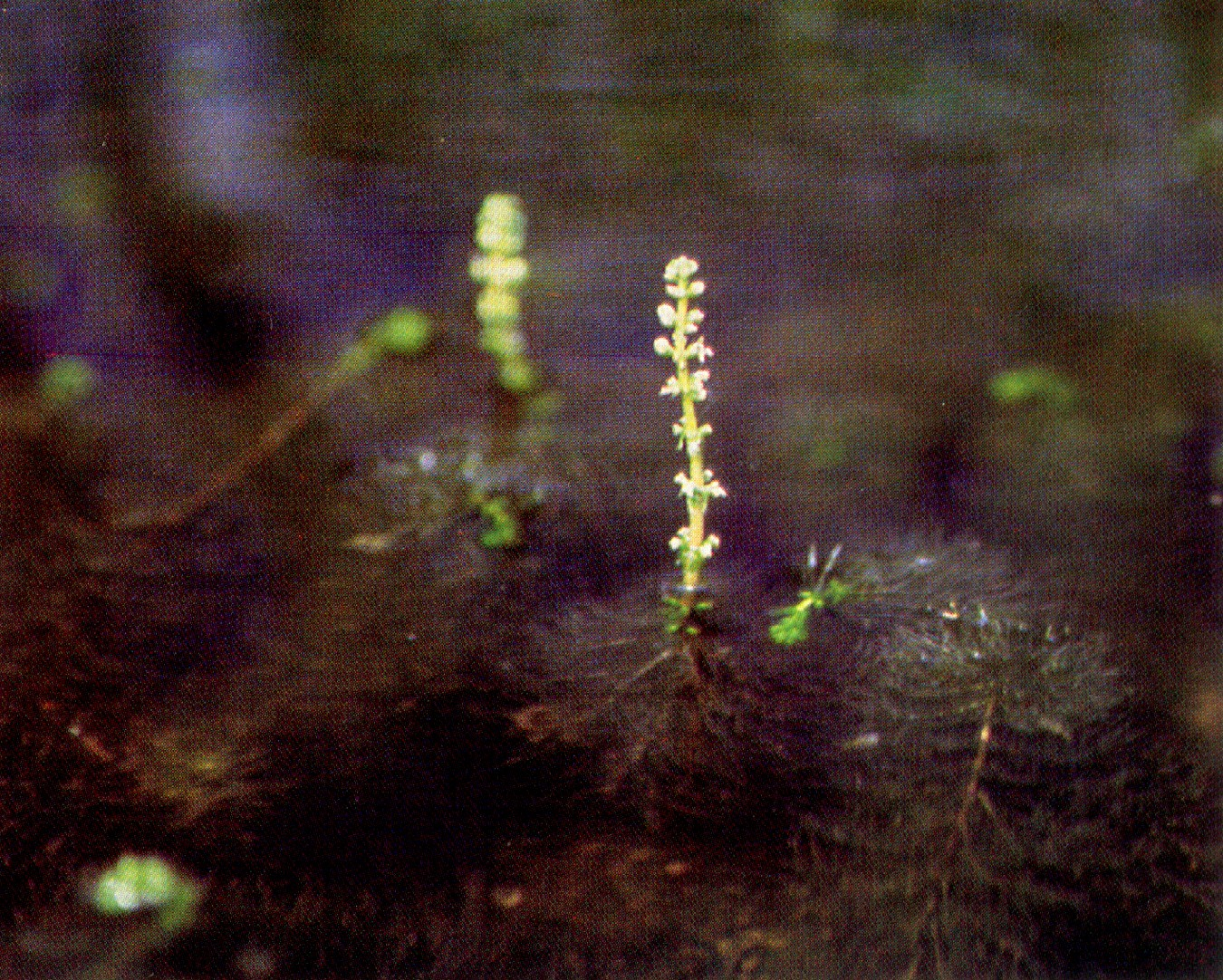
суцвіття
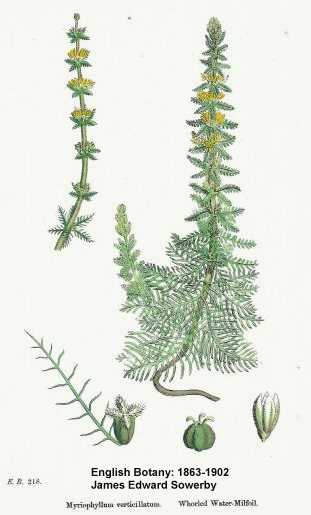
ілюстрація